# Philonthus intermedius
Philonthus intermedius (лат.) — вид коротконадкрылых жуков рода Philonthus из семейства стафилиниды (Staphilinidae).

## Описание
Коротконадкрылые жуки (8—11 мм). Яркая металлическая окраска, отсутствие пронотальных пунктиров и форма головы и усиков являются отличительными чертами. Тело чёрное и блестящее, голова и переднеспинка ярко-металлически-зёленые или голубовато-зелёные, надкрылья и щитик тёмно-металлически-зелёные и обычно отчётливо контрастируют с переднеспинкой, брюшко и придатки чёрные. Голова четырёхугольная и отчётливо поперечная у обоих полов (отношение ширины к длине 1,3—1,5), поверхность равномерно выпуклая, очень мелко пунктированная и с рассеянными более крупными точками к основанию и между глазами, виски округлые и короче слабо выпуклых глаз, у большинства экземпляров с отчетливой микроскульптурой к основанию и на шее. У самцов можно заметить более крупную голову и увеличенные мандибулы. Антенны вставлены вперед в основание мандибул, три базальных сегмента длинные и голые, кроме выдающихся волосков, с четвёртого сегмента постепенно становятся короче и с густым и тонким опушением, сегменты с седьмого по десятый отчетливо поперечные. Пронотум более или менее прямой от округлого базального края до отчётливых передних углов, поверхность плавно выпуклая, с рассеянными мелкими точками и следами микроскульптуры по краям, дорсальный ряд сетчатых точек отсутствует, боковой край с одной крупной точкой около середины и несколькими более мелкими точками к основанию и вершине. Щитик крупный, треугольный, мелко пунктированный и опушенный. Надкрылья четырёхугольные или слабо поперечные и без полос, пунктировка крупная и умеренно плотная, образует поперечные ряды и разделена до пяти диаметров пунктировки, боковые края с двумя длинными волосками, один субгумеральный и один срединный. Брюшко округлое сбоку, не сильно сужающееся, грубо и умеренно густо пунктировано, базальные тергиты с двумя тонкими линиями через основание. Ноги длинные и крепкие, все голени с многочисленными жёсткими волосками по внешнему краю и длинными вершинными отростками. Базальные сегменты передних лапок расширены, немного больше у самцов, базальный сегмент задних лапок длиннее терминального сегмента и примерно такой же длины, как 2—5 вместе взятые.

## Распространение
Этот западнопалеарктический вид встречается по всей Европе от Португалии на север до Великобритании и южной Фенноскандии; он простирается на восток через Россию и Малую Азию до Туркменистана и широко распространен в Северной Африке. На юге он в целом обычен, но дальше на север становится более спорадичным и локальным, а в Германии, Польше и странах Балтии вообще редок; в Великобритании он локально распространен в центральной и юго-восточной Англии, в основном прибрежен в Уэльсе, и есть несколько разрозненных записей к северу до Шотландского нагорья и Западных островов. Также: Алжир, Марокко, Ливан, Ирак, Иран, Турция.

## Экология
Взрослые особи присутствуют круглый год и активны в течение длительного сезона, начиная с ранней весны, они встречаются среди разлагающейся растительности, грибов, трупов, но чаще всего встречаются в навозе, часто в навозе крупного рогатого скота, но также и в других видах, включая лисий и барсучий. На большей части Северной Европы он ассоциируется с лесными массивами, но здесь он типичен для навозных пастбищ, хотя взрослые особи могут встречаться в самых разных местах обитания, например, в компосте в домашних садах летом, когда они часто летают в теплую погоду. О биологии этого вида известно немного, но взрослые особи встречаются весной и летом, и, учитывая его образ жизни, вполне вероятно, что размножение происходит весной, а хищные личинки быстро развиваются весной и в начале лета.